# Ben Chasny
Ben Chasny est un guitariste renommé de la scène rock indépendant et folk psychédélique. Ses projets principaux sont Six Organs of Admittance (projet solo) et Comets On Fire (groupe de rock indépendant/expérimental). Son travail étant très apprécié dans la communauté rock indépendant, il reçoit beaucoup de demandes pour participer à d'autres projets sur scène ou en studio.